# Trachelopachys bidentatus
Trachelopachys bidentatus is een spinnensoort uit de familie van de Trachelidae.
De wetenschappelijke naam van de soort werd in 1905 gepubliceerd door Albert Tullgren.